# Hartmut Fehrmann
Hartmut Fehrmann (* 3. Juni 1933 in Berlin; † 27. Januar 2020 in Göttingen) war Agrarwissenschaftler und Phytomediziner insbesondere der Mykologie sowie Hochschullehrer an der Universität Göttingen.

## Leben und Wirken
Nach Abschluss der Oberschule schloss er eine Gärtnerlehre ab und arbeitete als Gärtnergehilfe auf dem Lehr- und Versuchsgut Prussendorf bei Zörbig (Sachsen-Anhalt). Anschließend folgte die Studienzeit, die ihn neben Berlin auch nach Bonn und Göttingen führte, wo er in der Zeit zwischen 1952 und 1959 Botanik, Chemie, Geowissenschaften und Landwirtschaft studierte. Nach dem Landwirtschaftsdiplom an der Universität Bonn folgte 1962 die Promotion im Institut für Pflanzenkrankheiten in Bonn mit der Dissertation Zur Pathogenese von Phytophthora infestans, sowie ein Forschungsaufenthalt in New Haven USA. Nach seiner Rückkehr wechselte er an das Institut für Phytopathologie an der Landwirtschaftlichen Fakultät der Universität Gießen, die ihn nach seiner Habilitation auch zum Professor berief. Anfang 1973 folgte der Ruf an die Universität Göttingen auf die unter Professor Rudolf Heitefuß neu eingerichtete Professur für Mykologie.

## Besondere Aktivitäten
Der Schwerpunkt der Arbeiten von Fehrmann lag auf der Epidemiologie und Bekämpfung von Getreidekrankheiten, insbesondere bei Weizen und Gerste. Dabei richtete sich sein Augenmerk auf Aspekte wie die Nutzung von Sortenmischungen in Weizen gegen Mehltau, Rost und Septoria nodorum, die Analyse von Virulenzspektren bei Braunrost, Septoria tritici und Drechslera teres und vor allem auf Veränderungen der Fungizidsensitivität beim Halmbrucherreger. Untersuchungen zum Halmbruch nahmen über viele Jahre breiten Raum in der mykologischen Abteilung ein. Monitoring der Fungizidsensitivität, Interaktionen zwischen den verschiedenen Pathotypen von Pseudocercosporella (heute Oculimacula sp.), sowie Möglichkeiten einer biologischen Kontrolle standen hierbei im Mittelpunkt.
Ein zu der Zeit ganz moderner Ansatz bestand in der Entwicklung eines PC-basierten Warndienstes zur Halmbruchbekämpfung. Weitere Promotionsprojekte widmeten sich ökologischen Fragestellungen wie der Rolle der epiphytischen Pilzflora auf Getreideblättern für die Pflanzengesundheit oder der Ursache und Dynamik von Suppressivität in Ackerböden.
Die mykologische Abteilung der Universität Göttingen erlebte besonders ab Mitte der 1970er Jahre eine starke Nachfrage nach Diplom- und Promotionsarbeiten. Bei Letzteren war Hartmut Fehrmann für insgesamt 58 Doktorandinnen und Doktoranden als Doktorvater verantwortlich.